# Эспиноса, Анагабриэла
Анагабриэ́ла Эспино́са Марроки́н (исп. Anagabriela Espinoza Marroquín; р. 18 апреля 1988, Монтеррей, Мексика) — победительница конкурса Мисс Интернешнл 2009, состоявшегося 28 ноября 2009 года в Чэнду, Китай.

## Биография
В 19 летнем возрасте Анагабриэла Эспиноса принимала участие в национальном конкурсе Nuestra Belleza Mexico 2007, прошедшем в Манзанильо (штат Колима) 5 октября 2007 года. Она стала полуфиналисткой на прошедшем в 2008 году 58-м конкурсе Мисс Мира в городе Йоханнесбург, ЮАР. Она также участвовала в конкурсе Miss World Beach Beauty, победа в котором вывела её в число полуфиналисток конкурса Мисс Мира 2008 13 декабря 2008.
Спустя год Анагабриэла победила в конкурсе Мисс Интернешнл 2009. Она стала второй участницей из Мексики с таким титулом после Присциллы Пералес, победившей в 2007.